# Fenellua
Fenellua, és una partida del terme municipal de Tremp, al Pallars Jussà, dins de l'antic terme de Fígols de Tremp.
Està situat en un dels llocs més desèrtics de l'actual terme de Tremp: al sud del municipi, és a prop del triterme amb Sant Esteve de la Sarga i Castell de Mur. Al nord-oest d'Arbul i del Mas de Carrasquet, és en els contraforts sud-occidentals de lo Puiol, segon cim del massís de Montllobar i occidentals de la Serra d'Arbul. El lloc ha quedat molt despoblat, però antigament contenia diversos masos, actualment tots en ruïnes, com el Mas de l'Obac.

## Etimologia
És un derivat de fonoll, a través del seu derivat Fonollosa, amb dissimilació de la primera -o- en -e-, i successiva assimilació de la -o- que quedava en -e-. A més, al Pallars i a la Ribagorça és freqüent la transformació, també per evolució, del sufix -osa en -ua, passant per la forma intermèdia de -oa per caiguda de la -s- (sonora) intervocàlica.